# Himantoglossum agiasense
Himantoglossum agiasense är en orkidéart som först beskrevs av Karatzas, och fick sitt nu gällande namn av Ined. Himantoglossum agiasense ingår i släktet Himantoglossum och familjen orkidéer.
Artens utbredningsområde är Östra Egeiska öarna. Inga underarter finns listade i Catalogue of Life.